# Richard Harry Fletcher
Richard Harry Fletcher (4. září 1853, Manchester, Anglie – 10. května 1926 Mcely, Československo) byl žokej původem z Anglie, který se usadil v Čechách a stal se trojnásobným vítězem Velké pardubické steepleachase.

## Životopis

### Příchod do Čech
Mladý Richard byl malého vzrůstu a vážil 62 kilogramů. Miloval koně a vyučil se dostihovému řemeslu u anglických trenérů. Jako mnoho žokejů anglicko – irského původu se rozhodl tento žokej opustit anglické ostrovy a v roce 1879 odešel na evropskou pevninu přenášet způsob ježdění dostihů podle tehdejšího dostihového stylu. Závodil pro různé majitele koní a prostřednictvím svých přátel a díky svému umění se stal „knížecím štolbou“ u prince Alexandra Thurn-Taxise na panství Loučeň-Mcely v Čechách. Specializací Richarda Fletchera se staly dostihy – steeplechase i proutěné překážky. Brzy se v dostihových podnicích uplatnil. Svůj první závod na pardubickém závodišti jel v roce 1880.

### Dostihy v Pardubicích
Velké pardubické steeplechase se zúčastnil s těmito výsledky:
11.10.1880 kůň Starlight majitel Jacques Schawell – čtvrté místo

09.10.1881 kůň Trompeter majitel rytmistr Th. von Ellinger – druhé místo

05.11.1882 kůň Bakoni II. majitel Alexander Thurn-Taxis – spadl

28.10.1883 kůň Mistif of Devon majitel Princ Alexander Thurn-Taxis – čtvrté místo

26.10.1884 kůň Grocollo majitel hrabě Zdenko Kinský – vybočil a byl zadržen

25.10.1885 kůň Autumn majitel hrabě Zdenko Kinský – čtvrté místo

24.10.1886 kůň Hanno majitel Ferdinand Schlosberger – první místo

30.10.1887 kůň Wicklow majitel hrabě Zdenko Kinský – třetí místo

31.10.1888 kůň Manfréd majitel kníže František Auersperg – třetí místo

31.10.1889 kůň Parisis majit Alexander Kutchenbach – první místo

30.10.1890 na koni Montbar majitel hrabě Zdenko Kinský – druhé místo

14.10.1891 kůň Lady Anne majitel Jacques Schawell – první místo

30.10.1892 kůň Wolf majitel Jacques Schawell – diskvalifikován z prvního místa

31.10.1893 kůň Wolf majitel Jacques Schawell – čtvrté místo

30.10.1896 kůň Waterford – nedokončil, byl zadržen

04.11.1900 kůň Dark Beauty majitel Princ Alexander Thurn –Taxis druhé místo

29.10 1905 kůň Mataori – po pádu zadržen
Výsledky v dostizích R. H. Fletchera byly doplněny podle knihy J. Hubálka a M. Nehyby Od Fantoma po Peruána a podle dobových novin Perštýn

### Další osudy
Richard se měl Velké pardubické zúčastnit ještě v roce 1908 na koni Hanno II majitele hraběte Zdenko Kinského, tento závod se však pro nepříznivé počasí nekonal. Výjimečným vítězstvím bylo vítězství čtyřletého hřebce Hanno v roce 1886 o délku nosu před německou klisnou Full Cry v roce 1886, právě tak i vítězství outsidera klisny Parisis v roce 1889 s kursem 50 : 2200 zlatých.
Největším soupeřem ve Velké pardubické mu byl italský jezdec Hector Baltazzi, který ho těsně následuje v úspěšnosti. S různými výsledky se Richard zúčastňoval i rámcových dostihů. Například v roce 1890, kdy v hlavním závodě skončil druhý, jel „jízdu s překážkami“ na tříletém hnědákovi Gigerlu ll Ladislava Schindlera z Vídně a skončili hned na začátku jízdy. Údajně se vídeňskému Gigerlovi v Čechách nedařilo. Takové výsledky neměl v historii Velké pardubické steeplechase žádný jiný zahraniční jezdec a v úspěšnosti jej překonal až v novodobé historii čtyřnásobný vítěz Velké pardubické Steeplechase německý žokej Peter Gehm v letech 2001 až 2004.
V roce 1889, když se Alexandr Thurn-Taxis přestěhoval z Mcel do Loučeně, zřídil tam v myslivně číslo popisné 130 stáje pro chov koní, a tak vznikl malý hřebčinec, který Richard Fletcher spravoval od 1. června 1910 do 30. června 1920. Tehdy myslivně lidé podle podkoního říkali Flečrovna, později Balcarovna a dnes Loučeňka. Alexandr Thurn Taxis ponechal svému štolbovi volnou ruku, jak ve vedení hřebčína, tak i v účasti na dostizích.

### Na sklonku života
Richard Harry Fletcher se po roce 1905 na koni již neobjevil, pronásledovaly jej různé nemoci a svůj život dožíval v zahradním domku u zámku Nový Ronov (zámek zbořený před rokem 1940), který mu věnoval Alexandr Thurn-Taxis za dobré služby. Zemřel 10. května 1926 ve Mcelích na rakovinu a pohřben je se svojí chotí Margaret, která zemřela 26. ledna 1907 v Loučeni, na protestantském hřbitově v Bošíně.